# Johan Gustaf Sandberg
Johan Gustaf Sandberg (Stockholm, 1782. május 13. – Stockholm, 1854. június 26.) svéd festő. A stockholmi Királyi Szépművészeti Akadémia rajztanára volt 1828-tól, majd igazgatója 1845 és 1853 között. 
Leginkább a történelmi témák foglalkoztatták, de sok portrét is festett. Szívesen ábrázolta a skandináv mitológia és a svéd történelem jeleneteit. Legjelentősebb alkotásai ezen a téren az uppsalai dómban Gustav Vasa sírja körül látható falfestmények.

## Élete és munkássága
1794-ben, 12 éves korában lett a művészeti akadémia iskolájának tanulója. 1801-től az antikvitással foglalkozó csoportban végzett tanulmányokat. Egyidejűleg zenét is tanult, valamint tanítással és a királyi színház dekorációs műhelyében végzett festéssel keresett pénzt. Fiatal korában a művészeti akadémia aktív bírálóinak sorába tartozott, de hamarosan megbékült azzal és 1821-ben fel is vették annak tagjai közé. 
1828-ban már az akadémia rendes tanára lett. Nem nyílt azonban lehetősége arra, hogy a művészek számára ebben a korszakban szinte kötelező déli tanulmányutat megvalósíthassa.
Ő készítette a rajzokat a kor híres hazafias kiadványához, ami „Egy év Svédországban” (Ett år i Sverige) jelent meg. A rajzokról a karcolatokat Christian Didrik Forssell vezetésével készítették, a szöveget Anders Abraham Grafström írta. Nyaranta Säfstaholms kastélyában a svéd népi típusokat, a népviseleteket tanulmányozta és ábrázolta.
Számos portrét készített a kor svéd tudósai és művészei közül száz személyt megörökítő kötethez, ami Galleri af utmärkta svenska lärde, vetenskapsidkare och konstnärer címmel jelent meg 1835–42 között.

## Freskói az uppsalai dómban Gustav Vasa életéből

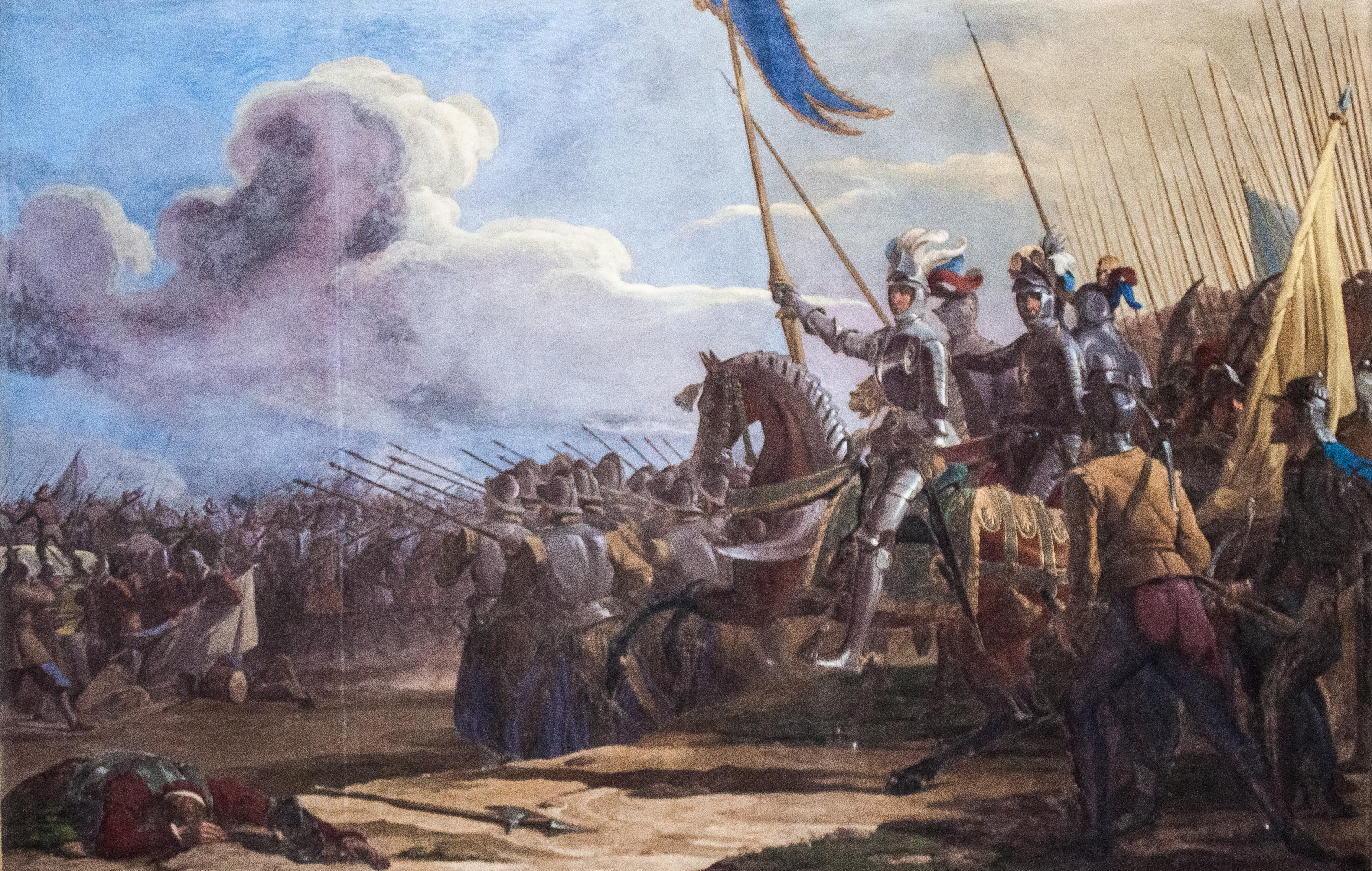
A brännkyrkai csata, 1518
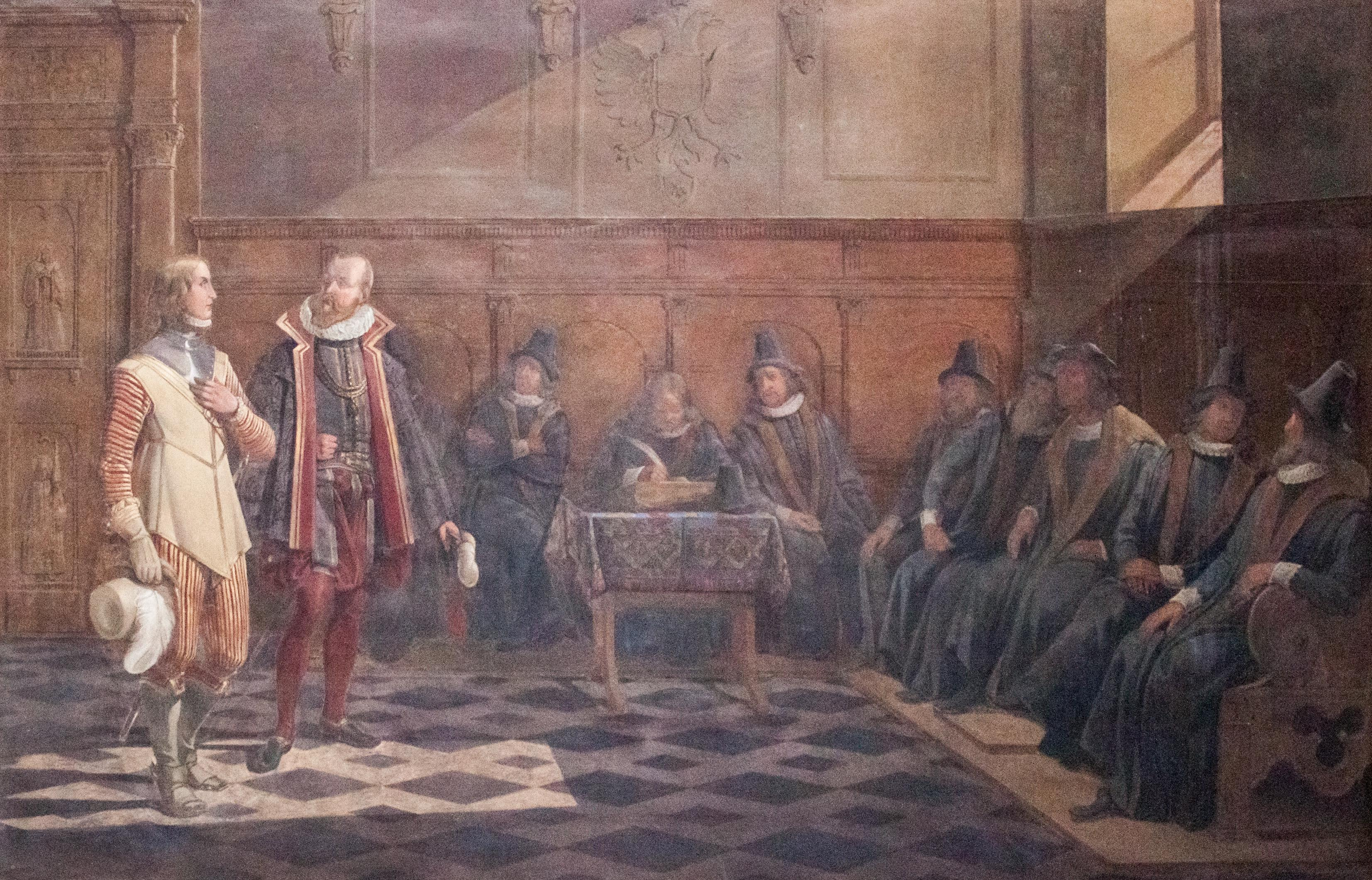
A tanács előtt Lübeckban
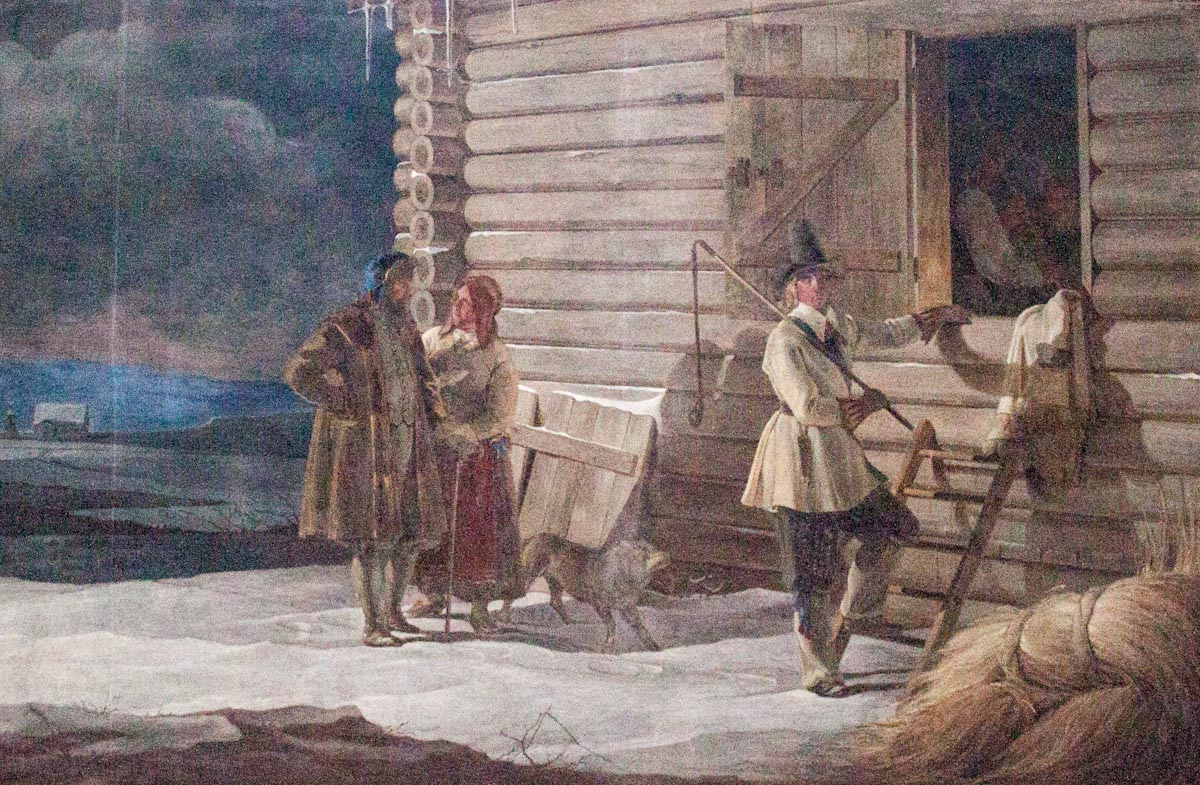
Anders Perssons tanyáján
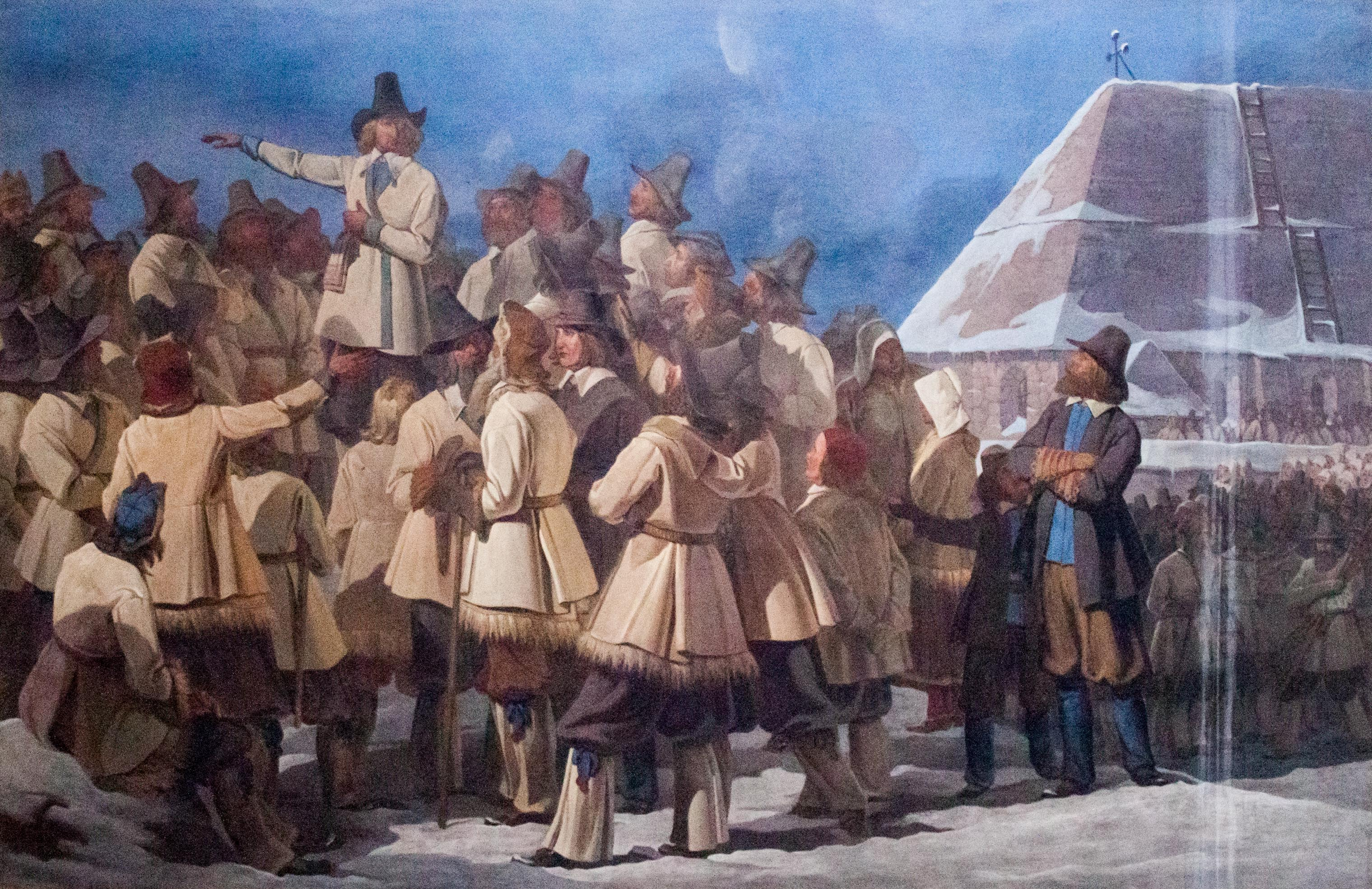
Beszéd a dalaiak előtt
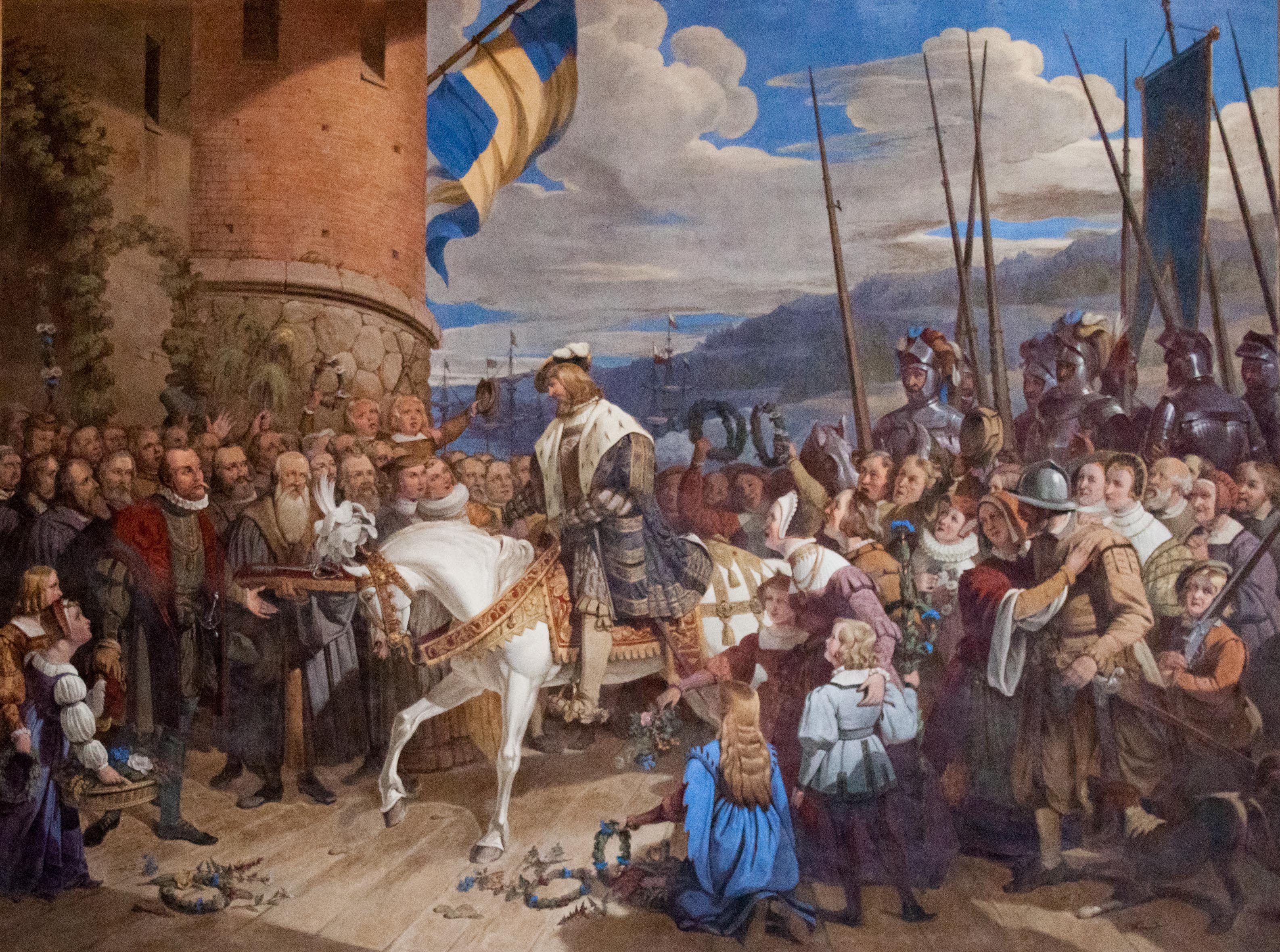
Bevonulás Stockholmba, 1523
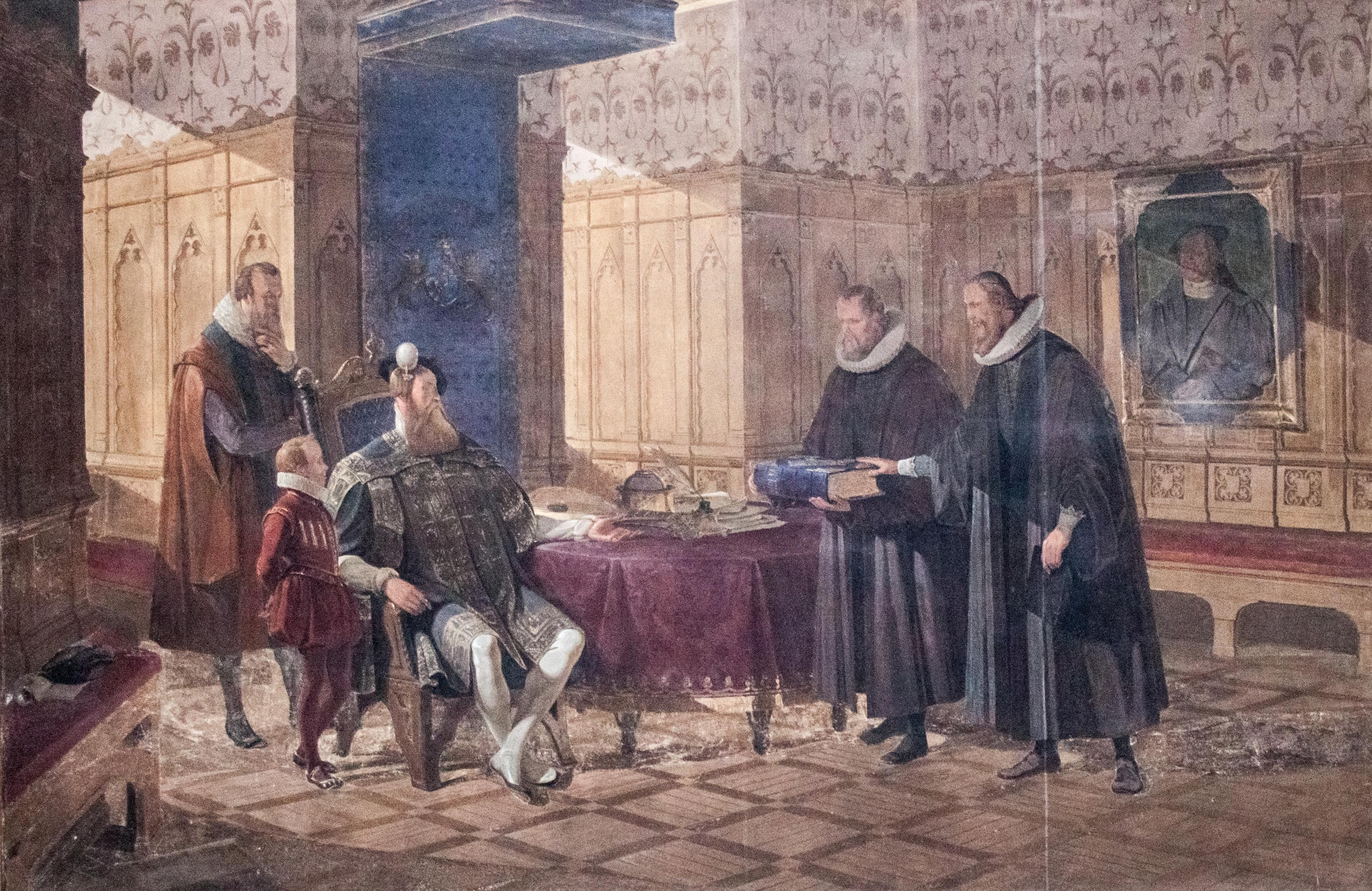
Az első svéd bibliafordítás
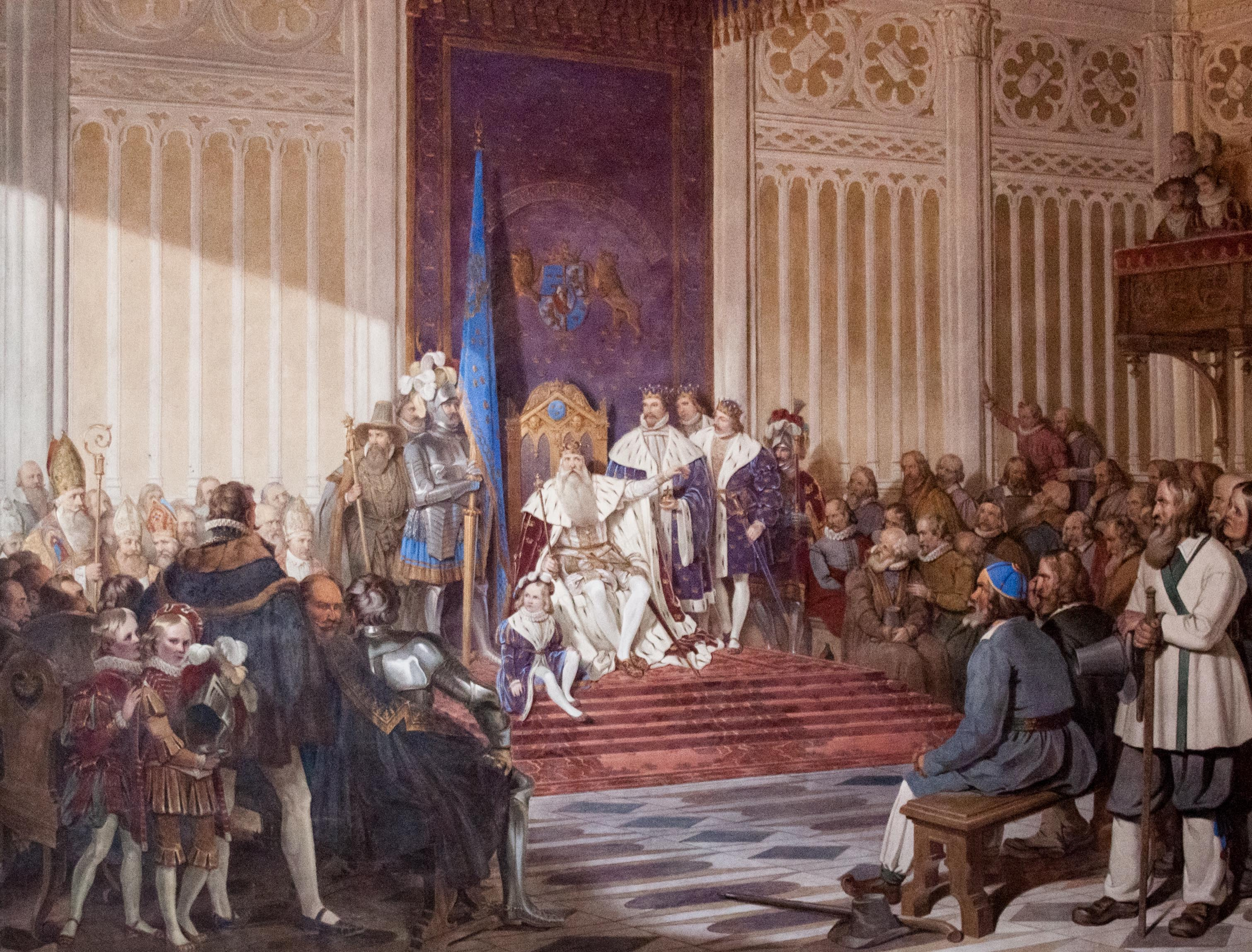
Búcsúbeszéd, 1560

## Fordítás
- Ez a szócikk részben vagy egészben a Johan Gustaf Sandberg című svéd Wikipédia-szócikk ezen változatának fordításán alapul.  Az eredeti cikk szerkesztőit annak laptörténete sorolja fel. Ez a jelzés csupán a megfogalmazás eredetét és a szerzői jogokat jelzi, nem szolgál a cikkben szereplő információk forrásmegjelöléseként.